# Corrado II di Lussemburgo
Corrado II di Lussemburgo (1106 – 1136) fu conte di Lussemburgo dal 1131, alla sua morte.

## Origine
Corrado, secondo la Chronica Albrici Monachi Trium Fontium, era figlio del conte di Lussemburgo e difensore del monastero di San Willibrod di Echternach, Guglielmo I e di Matilde (o Liutgarda) di Nordheim, che, secondo Annalista Saxo era figlia di Conone di Nordheim, conte di Beichlingen e di Cunegonda, figlia di Ottone conte di Orlamünde.
Guglielmo I di Lussemburgo, come ci viene confermato da La formation territoriale des principautés belges au moyen-âge (Brussels), Vol. II, era figlio del conte di Lussemburgo e difensore dell'abbazia di San Massimino di Treviri e dell'abbazia di Stablo, Corrado I e di Clemenza d'Aquitania che, sia secondo Le cartulaire de Marcigny-sur-Loire 1045-1144 (non consultato), sia secondo La comtesse Reine di Ad. Fabri era discendente dai conti di Poitiers e duchi 'Aquitania, figlia di Pierre-Guillaume VII, duca d'Aquitania e conte di Poitiers e della moglie, che, secondo il Chronicon sancti Maxentii Pictavensis, Chroniques des Eglises d'Anjou, era Ermesinda, di cui non si conoscono gli ascendenti (secondo lo storico francese), specializzato nella genealogia dei personaggi dell'Antichità e dell'Alto Medioevo, Christian Settipani era la figlia di Bernardo II, Conte de Bigorre e della sua prima moglie, Clémence). La paternità di Guglielmo viene confermata anche dalle Gesta Treverorum. Anche la Chronica Albrici Monachi Trium Fontium, conferma i genitori di Guglielmo, ma quando cita la madre (moglie di Corrado) la chiama Ermesinda, contessa di Longwy e di Blieskastel; secondo lo storico Szabolcs de Vajay, la cronaca si riferisce probabilmente alla figlia (sorella di Guglielmo), Ermesinda, signora di Longwy, che sposò Alberto conte di Dagsbourg.

## Biografia
Secondo la Historia sive notitia episcopatus Daventriensis (non consultata), Corrado è citato in un documento del 1123, in cui suo padre, Guglielmo conferma una vecchia donazione.
Suo padre, Guglielmo morì nel 1131 e gli succedette Corrado (come Corrado II), come ci viene confermato dalla Histoire généalogique de la maison royale de Dreux (Paris), Luxembourg; la successione viene confermata anche dalla Histoire ecclésiastique et civile du duché de Luxembourg et comté ..., Volume 3, che la data 1128.
L'Imperatore, Lotario II di Supplimburgo, lo confermò come Difensore del monastero di San Willibrod di Echternach, nel 1131, come conferma la Histoire ecclésiastique et civile du duché de Luxembourg et comté ..., Volume 3 e, nel 1335, ottenne anche il titolo di Difensore dell'abbazia di San Massimino di Treviri.
Corrado morì l'anno dopo, nel 1136 e fu inumato nell'abbazia d'Altmünster.
Alla sua morte non ci furono eredi diretti maschi (il figlio Ottone non venne preso in considerazione) , alla fine gli succedette un suo cugino, Enrico IV di Lussemburgo.

## Matrimonio e discendenza
Corrado, prima dell 1134, aveva sposato Ermengarda di Zutphen, figlia del Conte Ottone II di Zutphen e della moglie, Giuditta, come ci viene confermato da un documento, datato 1134, della Historia sive notitia episcopatus Daventriensis, che ci informa inoltre che Ermengarda era vedova del conte di Gheldria, Gerardo II l'Alto; i matrimoni di Ermengarda sono confermati anche da La formation territoriale des principautés belges au moyen-âge (Brussels), Vol. II. Ancora La formation territoriale des principautés belges au moyen-âge (Brussels), Vol. II ci informa che Ermengarda rimase vedova di Gerardo nel 1131 e di Corrado nel 1136.
Corrado da Ermengarda, secondo le Europäische Stammtafeln, vol II cap. 1 (non consultate) ebbe un figlio:
- Ottone  (ca. 1135 † dopo il 1162), conte di Gleiberg[11][21]

## Ascendenza
|                               |                    |                            | Genitori                 |  |  | Nonni |  |  | Bisnonni                  |  |  | Trisnonni               |  |
|                               |                    |                            |                          |  |  |       |  |  | Giselberto di Lussemburgo |  |  | Federico di Lussemburgo |  |
|                               |                    |                            |                          |  |  |       |  |  | Giselberto di Lussemburgo |  |  | Federico di Lussemburgo |  |
|                               |                    | Ermetrude di Wetterau      |                          |  |  |       |  |  | Giselberto di Lussemburgo |  |  |                         |  |
| Corrado I di Lussemburgo      |                    |                            |                          |  |  |       |  |  | Giselberto di Lussemburgo |  |  |                         |  |
|                               |                    | …                          | …                        |  |  |       |  |  |                           |  |  |                         |  |
|                               |                    | …                          | …                        |  |  |       |  |  |                           |  |  |                         |  |
|                               |                    | …                          | …                        |  |  |       |  |  |                           |  |  |                         |  |
| Guglielmo I di Lussemburgo    |                    | …                          |                          |  |  |       |  |  |                           |  |  |                         |  |
|                               |                    | Guglielmo VII di Aquitania | Guglielmo V di Aquitania |  |  |       |  |  |                           |  |  |                         |  |
|                               |                    | Guglielmo VII di Aquitania | Guglielmo V di Aquitania |  |  |       |  |  |                           |  |  |                         |  |
|                               |                    | Guglielmo VII di Aquitania | Agnese di Borgogna       |  |  |       |  |  |                           |  |  |                         |  |
| Clemenza d'Aquitania          |                    | Guglielmo VII di Aquitania |                          |  |  |       |  |  |                           |  |  |                         |  |
|                               |                    | Ermesinda                  | …                        |  |  |       |  |  |                           |  |  |                         |  |
|                               |                    | Ermesinda                  | …                        |  |  |       |  |  |                           |  |  |                         |  |
|                               |                    | Ermesinda                  | …                        |  |  |       |  |  |                           |  |  |                         |  |
| Corrado II di Lussemburgo     |                    | Ermesinda                  |                          |  |  |       |  |  |                           |  |  |                         |  |
|                               | Ottone di Northeim | Bernardo di Northeim       |                          |  |  |       |  |  |                           |  |  |                         |  |
|                               | Ottone di Northeim | Bernardo di Northeim       |                          |  |  |       |  |  |                           |  |  |                         |  |
|                               | Ottone di Northeim | Eilika                     |                          |  |  |       |  |  |                           |  |  |                         |  |
| Cuno di Northeim              | Ottone di Northeim |                            |                          |  |  |       |  |  |                           |  |  |                         |  |
|                               |                    | Richenza di Svevia         | Ottone II di Svevia      |  |  |       |  |  |                           |  |  |                         |  |
|                               |                    | Richenza di Svevia         | Ottone II di Svevia      |  |  |       |  |  |                           |  |  |                         |  |
|                               |                    | Richenza di Svevia         | Matilde di Egisheim      |  |  |       |  |  |                           |  |  |                         |  |
| Liutgarda di Northeim         |                    | Richenza di Svevia         |                          |  |  |       |  |  |                           |  |  |                         |  |
|                               |                    | Ottone I di Meißen         | Guglielmo III di Weimar  |  |  |       |  |  |                           |  |  |                         |  |
|                               |                    | Ottone I di Meißen         | Guglielmo III di Weimar  |  |  |       |  |  |                           |  |  |                         |  |
|                               |                    | Ottone I di Meißen         | Oda                      |  |  |       |  |  |                           |  |  |                         |  |
| Cunegonda di Weimar-Orlamünde |                    | Ottone I di Meißen         |                          |  |  |       |  |  |                           |  |  |                         |  |
|                               |                    | Adela di Lovanio           | Lamberto II di Lovanio   |  |  |       |  |  |                           |  |  |                         |  |
|                               |                    | Adela di Lovanio           | Lamberto II di Lovanio   |  |  |       |  |  |                           |  |  |                         |  |
|                               |                    | Adela di Lovanio           | Oda di Verdun            |  |  |       |  |  |                           |  |  |                         |  |
|                               |                    | Adela di Lovanio           |                          |  |  |       |  |  |                           |  |  |                         |  |

### Fonti primarie
- (LA)  Chronicon Santi Maxentii Pictavinis, Chroniques des Eglises d´Anjou.
- (LA)  #ES Historia sive notitia Episcopatus Daventriensis.
- (LA)  Monumenta Germaniae Historica, Scriptores, tomus VI.
- (LA)  Monumenta Germaniae Historica, Scriptores, tomus VIII.
- (LA)  Monumenta Germaniae Historica, Scriptores, tomus XXIII.

### Letteratura storiografica
- Z.N. Brooke, La Germania sotto Enrico IV e Enrico V, in «Storia del mondo medievale», vol. IV, 1999, pp. 422–482
- (FR)  La formation territoriale des principautés belges au moyen-âge (Brussels), Vol. II.
- (FR)  Histoire généalogique de la maison royale de Dreux (Paris), Luxembourg.
- (FR)  Fabri ´La comtesse Reine´.
- (FR)  Histoire ecclésiastique et civile du duché de Luxembourg et comté ..., Volume 3.